# ユーロNCAP
ユーロ NCAP（European New Car Assessment Programme、ヨーロッパ新車アセスメントプログラム）はヨーロッパで実施されている自動車の安全性の評価。「ユーロエヌキャップ」と読む。アメリカで実施されているNCAPのヨーロッパ版であることより名づけられている。

## 概要
1997年に設置された独立した消費者団体により実施される。ヨーロッパ圏内で販売されている自動車の安全性を衝突実験と衝突予防性能試験により検証し、その結果を公表することで、ユーザーに市場で販売される自動車の安全性の目安となる情報として提供し、自動車メーカーに対してより安全な自動車開発を促す目的で行われている。世界各国で実施されている同様の調査の中ではもっとも知名度が高く権威があるものとされている。
テストを受ける車種は、年とともに増加傾向にあり、この傾向はヨーロッパの大手自動車会社の量産車種だけでなく、ヨーロッパで発売される日本車も同様である。
なお、結果の公表までの手順は、次の通り。
テスト実施団体がテスト車種を決定→テスト→（試験ミスの場合とメーカーの希望がある場合、再テスト）→公表。
（メーカー希望で再テストの場合、費用はメーカーが負担する）

### テスト内容
乗員保護、歩行者保護、チャイルドプロテクション、安全支援機能の4種の観点からテストを行っており、これらを元に得点が付けられ評価される。評価は、見る人の便利のため、星の数に換算したものも公開されている。
なお、評価基準は頻繁に変更されているので、同一性能の車であっても、評価された年度によって評価が左右されることになる。評価基準は年々厳しくなっているので、過去に高評価を受けた車であっても、最新の評価基準では低い評価しか得られない可能性があり、複数年にまたがっては評価を比較できないことに留意が必要である。また、カテゴリ分けされていることからも分かるように、もともとボディの強度が弱い形状（スーパーミニ/シティカーやロードスター）は、他のカテゴリよりも基準値のラインそのものが低く設定されており、あくまで相対評価であることに注意を要する。元々は衝突実験のみのパッシブセーフティのみの評価だったが、近年、アクティブセーフティの重要性が増している事から、衝突予防性能の試験も追加され、評価への比重が高まっている。
2013年から新たに実施されている自動緊急ブレーキ(AEB)評価は、低速域試験(AEB City)と高速域試験(AEB Interurban)の2項目がある。
低速域試験は10〜50km/hで静止した対象物への減速性能が試験される。高速域試験は静止した対象物（30〜80km）、前走する対象物（30〜80km）、50km/hで減速する対象物に対して行われ、警告機能でブレーキを踏んだ場合、ドライバーがブレーキを踏まずにシステムがブレーキをかけた場合の減速性能が試験される。評価はGood(3〜2.1点)、Adequate(2〜1.1点)、Marginal(1〜0.1点)の3段階で低速域試験と高速域試験でそれぞれ評価される。
点数は「AEB City」は「Adult Occupant」に組み込まれ、「AEB Interurban」は「Safety Assist」に組み込まれ総合評価に加わる。「AEB City」項目は自動緊急ブレーキが標準装備でないと0点とされ、オプション装備でも減点されないIIHSやJNCAPに比べて厳しい基準となっている。そもそも自動緊急ブレーキがオプションでも付けられない車は「AEB City」、「AEB Interurban」共に0点となる。そのため、2014年から最高評価である5つ星を取るには自動緊急ブレーキが必須となっている。
なお、現在行われている自動緊急ブレーキ評価は低速域と高速域の対車両試験のみだが、2016年からは対歩行者性能の試験も追加される予定である。

### 最高評価
ボルボV40が、乗員保護、歩行者保護、チャイルドプロテクション、安全支援機能の４つの総合得点において361点と最高得点を有している。なお乗員保護の得点も98点とV40が最高となっている。

### 最低評価
華晨汽車の中華・BS6は2006年に1つ星の評価を受けた。
フィアット・プントは2018年にユーロNCAPのクラッシュテストで史上初めて「星0」の評価を受けた。
。

### カテゴリー
ユーロ NCAPでは、サイズごとにカテゴリー分けをされている。
- スーパーミニ(例：フォード・フィエスタ、ホンダ・ジャズ、キア・リオ、日産・ジューク)
- スモールファミリーカー(例：フォルクスワーゲン・ゴルフ、ヒュンダイ・i30、ホンダ・CR-Z、三菱・ランサー、BMW・3シリーズ)
- ラージファミリーカー(例：トヨタ・アベンシス、ヒュンダイ・i40、フォルクスワーゲン・パサート,スバル・レガシィ)
- エグゼクティブカー（全長4.8メートル以上の車種　例：メルセデス・ベンツ・Eクラス、アウディ・A6、BMW・5シリーズ）
- ロードスター(例：マツダ・MX-5、ホンダ・S2000、BMW・Z4)
- スモールオフロード4x4 （北米でのクロスオーバーSUVカテゴリー　例：マツダ・CX-5、ヒュンダイ・ix35、三菱・アウトランダー）
- ラージオフロード4x4 （北米でのクロスオーバーSUVカテゴリー 例：ヒュンダイ・サンタフェ、ランドローバー・レンジローバー、ジープ・グランドチェロキー）
- スモールMPV(例：シトロエン・C4ピカソ、キア・ヴェンガ、トヨタ・アーバンクルーザー、日産・キューブ)
- ラージMPV(例：フォルクスワーゲン・シャラン、クライスラー・ボイジャー)
- ピックアップ(例：三菱・L200、フォード・レンジャー、いすゞ・D-MAX)
- ビジネス&ファミリーバン(例：フォード・トランジット、ヒュンダイ・H-1)

（※カテゴリ、車種例ともに日本時間2013年1月11日、公式サイトより）